# Distretto di Kızılören
Il distretto di Kızılören (in turco Kızılören ilçesi) è uno dei distretti della provincia di Afyonkarahisar, in Turchia.